# 侯德彭
侯德彭（1932年6月—2017年1月15日），男，江苏泰州人，中华人民共和国政治人物。

## 生平
1954年4月加入中国共产党。1956年毕业于北京大学物理系。历任广西大学物理系助教、讲师、副教授、主任，广西大学副校长、党委书记兼第一副校长、校长，中共广西自治区党委常委，自治区科学技术委员会主任、党组书记，自治区党委宣传部部长。后担任自治区政协副主席。1998年8月退休。2017年1月15日在南宁逝世，享年85岁。